# Leiophron
Leiophron is een geslacht van insecten uit de orde vliesvleugeligen (Hymenoptera) en de familie schildwespen (Braconidae).

## Soorten
Deze lijst van 212 stuks is mogelijk niet compleet.
- L. accincta Haliday, 1835
- L. achterbergi Shamim, Ahmad & Samiuddin, 2009
- L. adamantina Papp, 1992
- L. adelphocoridis (Loan, 1979)
- L. aethiopica (de Saeger, 1946)
- L. afra (de Saeger, 1946)
- L. alami (Shamim & Ahmad, 2008)
- L. alberti (de Saeger, 1946)
- L. alkonost Belokobylskij, 2000
- L. alni (Loan, 1974)
- L. amplicaptis Chen, He & Ma, 2001
- L. anates (Nixon, 1946)
- L. anaulax (de Saeger, 1946)
- L. andizhanica Yuldashev, 2006
- L. angifemoralis (van Achterberg & Guerrero, 2003)
- L. antennalis Hincks, 1943
- L. antennator Belokobylskij, 2000
- L. apicalis Haliday, 1833
- L. argentinensis Shaw, 2003
- L. ariomedes (Nixon, 1946)
- L. arsenjevi Belokobylskij, 1993
- L. australis Goulet, 2006
- L. bicolor (Loan, 1974)
- L. birdi Loan, 1974
- L. borealis Loan, 1974
- L. braunae (Goulet, 2006)
- L. brevicornis (Herrich-Schaffer, 1838)
- L. brevipetiolata Loan, 1974
- L. brimleyi (Loan, 1974)
- L. broadbenti (Goulet, 2006)
- L. buonluoica (Belokobylskij, 1993)
- L. cacuminata Papp, 1997
- L. carcamoi (Goulet, 2006)
- L. carcina (Nixon, 1946)
- L. cephalica (Provancher, 1886)
- L. clematidis (Loan, 1974)
- L. closterotomae (van Achterberg & Goulet, 2006)
- L. clypealis Tobias, 1986
- L. cognata Belokobylskij, 2000
- L. compressa Loan, 1974
- L. convexa Belokobylskij, 2000
- L. criddlei (Loan & New, 1972)
- L. cubocephala Tobias, 1986
- L. cubocephalus Tobias, 1986
- L. chengi Chen & van Achterberg, 1997
- L. chlamydatidis (Loan, 1974)
- L. choaspes (Nixon, 1946)
- L. chrysostigma Tobias, 1986
- L. daicles (Nixon, 1946)
- L. dayi (Goulet, 2006)
- L. deficiens (Ruthe, 1856)
- L. dicyphovora (Loan, 1974)
- L. digoneutis (Loan, 1973)
- L. dispar Belokobylskij, 1993
- L. dumestris (Loan, 1974)
- L. duplobrevicornis Shenefelt, 1969
- L. duploclaviventris Shenefelt, 1969
- L. evida (Chen & van Achterberg, 1997)
- L. expansa (Chen & van Achterberg, 1997)
- L. facialis (Thomson, 1892)
- L. fascipennis (Ruthe, 1856)
- L. ferruginea Belokobylskij, 1993
- L. flaviceps Belokobylskij, 1993
- L. flavicorpus Chen & van Achterberg, 1997
- L. foutsi (Loan & New, 1972)
- L. frater Tobias, 1986
- L. fulvipes Curtis, 1833
- L. fumipennis Loan, 1974
- L. furva (Chen & van Achterberg, 1997)
- L. fuscipennis Loan, 1974
- L. fuscotibialis Belokobylskij, 2000
- L. gamayun Belokobylskij, 1995
- L. gillespiei (Goulet, 2006)
- L. gloriae (van Achterberg & Guerrero, 2003)
- L. golovnini Belokobylskij, 1995
- L. goral Belokobylskij, 2000
- L. gozmanyi Papp, 2007
- L. grandiceps (Thomson, 1892)
- L. grenadierensis (Loan, 1979)
- L. grohi Loan, 1974
- L. guttatipidis (Loan, 1979)
- L. gyrinus Belokobylskij, 2000
- L. hankaica Belokobylskij, 1993
- L. hayati Shamim, Ahmad & Samiuddin, 2009
- L. helopeltidis (Ferriere, 1925)
- L. henryi (Loan, 1984)
- L. heterocordyli Richards, 1967
- L. howardi (Shaw, 1999)
- L. hyalopsocidis (Loan & New, 1972)
- L. incerta (Ashmead, 1887)
- L. indica (Shamim & Ahmad, 2008)
- L. indurescens (Brues, 1910)
- L. janus Belokobylskij, 2000
- L. juniperina (Loan, 1974)
- L. juniperoides (Loan, 1974)
- L. kaladarensis (Loan & New, 1972)
- L. kaszabi (Papp, 2000)
- L. kazak Tobias, 1986
- L. kokujevi Tobias, 1986
- L. kruegeri (Masi, 1933)
- L. kurentzovi Belokobylskij, 1993
- L. kurilensis Belokobylskij, 1993
- L. lamia (Nixon, 1946)
- L. laricinae (Loan, 1974)
- L. levifrons (Muesebeck, 1936)
- L. levigata (Chen & van Achterberg, 1997)
- L. loani Shamim, Ahmad & Samiuddin, 2009
- L. lonicerae (Loan, 1974)
- L. lygivora (Loan, 1970)
- L. maacki Belokobylskij, 1993
- L. maculipennis (Ashmead, 1887)

- L. madagascariensis (Granger, 1949)
- L. maderae Graham, 1986
- L. malata (Loan, 1976)
- L. marica (Nixon, 1946)
- L. mellipes (Cresson, 1872)
- L. meriones (Nixon, 1946)
- L. metacarpalis Tobias & Saidov, 1997
- L. mitis Haliday, 1833
- L. montana (Chen & van Achterberg, 1997)
- L. muesebecki (Loan, 1970)
- L. mutila Papp, 1997
- L. mytilus (de Saeger, 1946)
- L. natala (Chen & van Achterberg, 1997)
- L. nigricarpa (Szepligeti, 1913)
- L. nigroapicalis (Granger, 1949)
- L. nitida

Leiophron nitida (Curtis) Curtis, 1833
Leiophron nitida (Shamim & Ahmad) (Shamim & Ahmad, 2008)
- L. nitidoides (Chen & van Achterberg, 1997)
- L. nixoni (Loan & New, 1972)
- L. normalis (Chen & van Achterberg, 1997)
- L. oblita (Ruthe, 1856)
- L. obscuripes (Thomson, 1892)
- L. occipitalis (Muesebeck, 1936)
- L. orchesiae Curtis, 1833
- L. orthotyli Richards, 1967
- L. otaniae (Goulet, 2006)
- L. pacifica (Muesebeck, 1936)
- L. pallidifacia (Loan & New, 1972)
- L. pallidipennis Loan, 1974
- L. pallidistigma Curtis, 1833
- L. pallipes Curtis, 1833
- L. pappi Shamim, Ahmad & Samiuddin, 2009
- L. pardus Belokobylskij, 2000
- L. parvipetiola Shamim, Ahmad & Samiuddin, 2009
- L. petiolata Belokobylskij, 1993
- L. picipes Curtis, 1833
- L. pini (Loan, 1974)
- L. plagiognathi Loan, 1966
- L. posjeti Belokobylskij, 1995
- L. praetor (Nixon, 1946)
- L. procera (Chen & van Achterberg, 1997)
- L. prodigiosa (Chen & van Achterberg, 1997)
- L. prosper (Nixon, 1946)
- L. provancheri Loan, 1974
- L. przhevalskii Belokobylskij, 1993
- L. pseudomitis (Hedwig, 1957)
- L. pseudopallipes Loan, 1970
- L. psocivora Tobias, 1986
- L. punctata (Shamim & Ahmad, 2008)
- L. pygmaea Belokobylskij, 2000
- L. raddei Belokobylskij, 1993
- L. reclinator (Ruthe, 1856)
- L. reducta Belokobylskij, 2000
- L. reidi (Loan, 1974)
- L. relicta (Ruthe, 1856)
- L. rhesa (Nixon, 1946)
- L. ruber Tobias, 1986
- L. rubra Tobias, 1986
- L. rubricollis (Thomson, 1892)
- L. ruficephala Chen & van Achterberg, 1997
- L. rufipennis Loan, 1974
- L. rufithorax (Chen & van Achterberg, 1997)
- L. rugitergum Belokobylskij, 2000
- L. rugosa (Chen & van Achterberg, 1997)
- L. sahlbergellae (Wilkinson, 1927)
- L. sakhalinensis Belokobylskij, 1993
- L. salixidis (Loan, 1974)
- L. scitula (Cresson, 1872)
- L. sculptilis (de Saeger, 1946)
- L. schusteri Loan, 1990
- L. shafeei Shamim, Ahmad & Samiuddin, 2009
- L. shikotanica Belokobylskij, 2000
- L. similis Curtis, 1833
- L. simoni Goulet, 2006
- L. solidaginis (Loan & New, 1972)
- L. sommermanae (Muesebeck, 1956)
- L. spreta (Chen & van Achterberg, 1997)
- L. stenodemae (Loan, 1973)
- L. striopetiola Shamim, Ahmad & Samiuddin, 2009
- L. subapicalis Belokobylskij, 2000
- L. subfacialis Belokobylskij, 2000
- L. subtilis Chen & van Achterberg, 1997
- L. suifunensis Belokobylskij, 2000
- L. sutura (Chen & van Achterberg, 1997)
- L. tacamahacae (Loan, 1974)
- L. testaceipes (Cameron, 1904)
- L. tolerabilis Belokobylskij, 2000
- L. topali Papp, 1997
- L. tristis Belokobylskij, 2000
- L. trjapitzini Tobias, 1986
- L. tropicalis (de Saeger, 1946)
- L. truncator (Ruthe, 1856)
- L. tuberculata (Muesebeck, 1936)
- L. uniformis (Gahan, 1913)
- L. varisae (van Achterberg, 2001)
- L. vitidis (Loan, 1974)
- L. wallisi (Loan, 1974)
- L. xanthos (Chen & van Achterberg, 1997)
- L. xanthostigma (Szepligeti, 1914)
- L. yankovskii Belokobylskij, 1993
- L. yichunensis Chen, He & Ma, 2001
- L. zingiberis (Loan, 1974)